# Inositol nicotinate
Inositol nicotine, còn được gọi inositol hexanicotinate, là chất được bán trên thị trường ở Hoa Kỳ dưới dạng bổ sung chế độ ăn uống "không xả niacin". Đỏ mặt, về cơ bản, có nghĩa là các mô biểu bì đã bị đỏ, chẳng hạn như khi da bị kích thích từ các phản ứng histamine liên quan đến phản ứng dị ứng, hoặc do tập thể dục gần đây, hoặc thậm chí do tức giận hoặc bối rối. Dạng niacin này được cho là làm giảm hoặc ngăn ngừa đỏ ửng mặt bừng bằng cách phân hủy thành các chất chuyển hóa niacin (axit nicotinic) và inositol với tốc độ chậm.